# Port Townsend
Port Townsend è una città degli Stati Uniti d'America, situata nello Stato di Washington e in particolare nella Contea di Jefferson, della quale è anche il capoluogo.